# CONCACAF-kampioenschap voetbal onder 20 - 2018
Het CONCACAF-kampioenschap voetbal onder 20 van 2018 was de 27e editie van het CONCACAF-kampioenschap voetbal onder 20, een CONCACAF-toernooi voor nationale ploegen van spelers onder de 20 jaar. 34 landen namen deel aan dit toernooi dat van 1 tot en met 21 november 2018 in de Verenigde Staten werd gespeeld.  De Verenigde Staten werd voor de tweede keer winnaar.
Het toernooi was tevens het kwalificatietoernooi voor het wereldkampioenschap voetbal onder 20 van 2019. De twee finalisten en twee nummers 2 van de kwalificatiefase van het toernooi kwalificeerden zich voor dat toernooi, dat waren Mexico, Panama, Honduras en de Verenigde Staten.

## Loting
De loting vond plaats op 13 september 2018 om 10:00 (UTC−4) in het CONCACAF hoofdkwartier in Miami. Op basis van de ranking werd de top 6 in een geplaatste pot gezet, van deze landen werd bepaald in welke poule zij terecht kwamen. De overige 28 landen werden verdeeld over de 5 andere groepen.
| Geplaatst                                                      | Pot 1                                                  | Pot 2                                                                  | Pot 3                                                                      | Pot 4                                                                           | Pot 5                                                            |
| -------------------------------------------------------------- | ------------------------------------------------------ | ---------------------------------------------------------------------- | -------------------------------------------------------------------------- | ------------------------------------------------------------------------------- | ---------------------------------------------------------------- |
| Verenigde Staten Mexico Honduras Panama Costa Rica El Salvador | Cuba Guatemala Trinidad en Tobago Haïti Canada Jamaica | Antigua en Barbuda Bermuda Saint Kitts en Nevis Curaçao Aruba Suriname | Nicaragua Dominicaanse Republiek Puerto Rico Guadeloupe Saint Lucia Guyana | Saint Vincent en de Grenadines Grenada Kaaimaneilanden Barbados Belize Dominica | Amerikaanse Maagdeneilanden Martinique Sint Maarten Sint-Maarten |

## Groepsfase

### Groep A
| Pos. | Land                           | GW | W | G | V | DV | DT | +/− | Ptn. |
| ---- | ------------------------------ | -- | - | - | - | -- | -- | --- | ---- |
| 1    | Verenigde Staten               | 5  | 5 | 0 | 0 | 39 | 2  | +37 | 15   |
| 2    | Suriname                       | 5  | 3 | 0 | 2 | 18 | 12 | +6  | 9    |
| 3    | Puerto Rico                    | 5  | 3 | 0 | 2 | 16 | 15 | +1  | 9    |
| 4    | Trinidad en Tobago             | 5  | 3 | 0 | 2 | 12 | 11 | +1  | 9    |
| 5    | Saint Vincent en de Grenadines | 5  | 1 | 0 | 4 | 8  | 15 | –7  | 3    |
| 6    | Amerikaanse Maagdeneilanden    | 5  | 0 | 0 | 5 | 2  | 40 | –38 | 0    |

|                       |                                        |     |                                |                                                                                |
| 1 november 2018 12:45 | Trinidad en Tobago                     | 3–2 | Saint Vincent en de Grenadines | IMG Voetbalstadion – veld #2, Bradenton Scheidsrechter: Daneon Parchment (JAM) |
| 1 november 2018 12:45 | Prowell 39' Ramdeen 90+2' Garcia 90+5' |     | G. Francis 15', 19'            | IMG Voetbalstadion – veld #2, Bradenton Scheidsrechter: Daneon Parchment (JAM) |

|                       | |      |                                 |                                                                                |
| 1 november 2018 15:00 | Suriname | 13–2 | Amerikaanse Maagdeneilanden     | IMG Voetbalstadion – veld #11,Bradenton Scheidsrechter: Melvin Matamoros (HON) |
| 1 november 2018 15:00 | Doorson 3', 51' Elshot 19', 34', 36' R. Vlijter 22', 63' Verwey 47', 52', 74' Vola 50' Rigters 70' Hoepel 86' |      | Joseph 55' McGuiness 81' (pen.) | IMG Voetbalstadion – veld #11,Bradenton Scheidsrechter: Melvin Matamoros (HON) |

|                       |                                                                                          |     |             |                                                                     |
| 1 november 2018 17:00 | Verenigde Staten                                                                         | 7–1 | Puerto Rico | IMG Voetbalstadion, Bradenton Scheidsrechter: Hector Martínez (HON) |
| 1 november 2018 17:00 | Cardona 5' (e.d.) Méndez 11' Pomykal 28' Akinola 49', 69' Rennicks 57' (pen.) Llanez 86' |     | Cosme 33'   | IMG Voetbalstadion, Bradenton Scheidsrechter: Hector Martínez (HON) |

|                       |             |     |                                                   |                                                                                        |
| 3 november 2018 15:00 | Puerto Rico | 1–5 | Trinidad en Tobago                                | IMG Voetbalstadion – veld #2, Bradenton Scheidsrechter: Adonai Escobedo Gonzalez (MEX) |
| 3 november 2018 15:00 | Díaz 53'    |     | Rochford 25' Lee 40', 57' Sween 80' Francis 90+4' | IMG Voetbalstadion – veld #2, Bradenton Scheidsrechter: Adonai Escobedo Gonzalez (MEX) |

|                       |                                |     |                           |                                                                           |
| 3 november 2018 17:30 | Saint Vincent en de Grenadines | 1–2 | Suriname                  | IMG Voetbalstadion, Bradenton Scheidsrechter: Benjamín Pineda Avila (CRC) |
| 3 november 2018 17:30 | Da Souza 22'                   |     | G. Vlijter 29' Verwey 31' | IMG Voetbalstadion, Bradenton Scheidsrechter: Benjamín Pineda Avila (CRC) |

|                       |                             | |                  |                                                                                      |
| 3 november 2018 18:00 | Amerikaanse Maagdeneilanden | 0–13 | Verenigde Staten | IMG Voetbalstadion, Bradenton Toeschouwers: 620 Scheidsrechter: Keylor Herrera (CRC) |
| 3 november 2018 18:00 |                             | Dorsey 4' Akinola 20' Llanez 23', 30', 40' Fontana 42' Rennicks 62', 66' McKenzie 63', 82' Pomykal 68' Méndez 80' (pen.) Perez 90+2' |                  | IMG Voetbalstadion, Bradenton Toeschouwers: 620 Scheidsrechter: Keylor Herrera (CRC) |

|                       |                                     |     |                             |                                                                           |
| 5 november 2018 15:00 | Saint Vincent en de Grenadines      | 3–0 | Amerikaanse Maagdeneilanden | IMG Voetbalstadion – veld #11,Bradenton Scheidsrechter: Damien Rosa (FRA) |
| 5 november 2018 15:00 | Da Souza 22' Fraser 67' Francis 84' |     |                             | IMG Voetbalstadion – veld #11,Bradenton Scheidsrechter: Damien Rosa (FRA) |

|                       |             |     |                     |                                                                                  |
| 5 november 2018 15:00 | Suriname    | 1–2 | Puerto Rico         | IMG Voetbalstadion – veld #2, Bradenton Scheidsrechter: Trevester Richards (SKN) |
| 5 november 2018 15:00 | Godlieb 25' |     | Servania 74', 90+3' | IMG Voetbalstadion – veld #2, Bradenton Scheidsrechter: Trevester Richards (SKN) |

|                       |                                                                            |     |                    |                                                                                             |
| 5 november 2018 19:45 | Verenigde Staten                                                           | 6–1 | Trinidad en Tobago | IMG Voetbalstadion, Bradenton Toeschouwers: 1.100 Scheidsrechter: Juan Calderón Pérez (CRC) |
| 5 november 2018 19:45 | Servania 6' Homer 8' (e.d.) Pomykal 45' Méndez 52' Llanez 56' Torres 90+3' |     | Lee 54'            | IMG Voetbalstadion, Bradenton Toeschouwers: 1.100 Scheidsrechter: Juan Calderón Pérez (CRC) |

|                       |                                                                               |     |                             |                                                                                     |
| 7 november 2018 15:00 | Puerto Rico                                                                   | 8–0 | Amerikaanse Maagdeneilanden | IMG Voetbalstadion – veld #2, Bradenton Scheidsrechter: Benjamín Pineda Avila (CRC) |
| 7 november 2018 15:00 | Hernández 26', 56' Rabell 46', 85' Servania 51', 71', 88' (pen.) Montañez 82' |     |                             | IMG Voetbalstadion – veld #2, Bradenton Scheidsrechter: Benjamín Pineda Avila (CRC) |

|                       |                    |                      |          |                                                                             |
| 7 november 2018 19:45 | Trinidad en Tobago | 0–2                  | Suriname | IMG Voetbalstadion, Bradenton Scheidsrechter: Bryan López Castellanos (GUA) |
| 7 november 2018 19:45 |                    | Cairo 29' Elshot 70' |          | IMG Voetbalstadion, Bradenton Scheidsrechter: Bryan López Castellanos (GUA) |

|                       |                                |                                                          |                  |                                                                                           |
| 7 november 2018 20:00 | Saint Vincent en de Grenadines | 0–6                                                      | Verenigde Staten | IMG Voetbalstadion, Bradenton Toeschouwers: 130 Scheidsrechter: Pierre-Luc Lauzière (CAN) |
| 7 november 2018 20:00 |                                | Torres 46' Llanez 59' Fontana 66', 81', 86' Servania 90' |                  | IMG Voetbalstadion, Bradenton Toeschouwers: 130 Scheidsrechter: Pierre-Luc Lauzière (CAN) |

|                       |                                          |     |                                |                                                                               |
| 9 november 2018 15:00 | Puerto Rico                              | 4–2 | Saint Vincent en de Grenadines | IMG Voetbalstadion – veld #11,Bradenton Scheidsrechter: Neressa Goldson (JAM) |
| 9 november 2018 15:00 | Servania 4', 68' Rabell 16' Montañez 76' |     | Fraser 19' Da Souza 37'        | IMG Voetbalstadion – veld #11,Bradenton Scheidsrechter: Neressa Goldson (JAM) |

|                       |                             |                          |                    |                                                                            |
| 9 november 2018 15:00 | Amerikaanse Maagdeneilanden | 0–3                      | Trinidad en Tobago | IMG Voetbalstadion – veld #2, Bradenton Scheidsrechter: Kimbell Ward (SKN) |
| 9 november 2018 15:00 |                             | Orr 1' Lee 77' Benny 90' |                    | IMG Voetbalstadion – veld #2, Bradenton Scheidsrechter: Kimbell Ward (SKN) |

|                       |                                                                               |     |          |                                                                             |
| 9 november 2018 17:30 | Verenigde Staten                                                              | 7–0 | Suriname | IMG Voetbalstadion, Bradenton Scheidsrechter: Ismael Cornejo Meléndez (SLV) |
| 9 november 2018 17:30 | Méndez 7', 83' (pen.) McKenzie 26' Akinola 43', 45+1' Torres 60' Rennicks 79' |     |          | IMG Voetbalstadion, Bradenton Scheidsrechter: Ismael Cornejo Meléndez (SLV) |

### Groep B
| Pos. | Land         | GW | W | G | V | DV | DT | +/− | Ptn. |
| ---- | ------------ | -- | - | - | - | -- | -- | --- | ---- |
| 1    | Mexico       | 5  | 4 | 1 | 0 | 31 | 2  | +29 | 13   |
| 2    | Jamaica      | 5  | 4 | 1 | 0 | 24 | 3  | +21 | 13   |
| 3    | Grenada      | 5  | 2 | 0 | 3 | 7  | 14 | –7  | 6    |
| 4    | Nicaragua    | 5  | 2 | 0 | 3 | 4  | 13 | –9  | 6    |
| 5    | Aruba        | 5  | 1 | 1 | 3 | 6  | 20 | –14 | 4    |
| 6    | Sint-Maarten | 5  | 0 | 1 | 4 | 3  | 23 | –20 | 1    |

|                       |                                                                                 |     |           |                                                                    |
| 2 november 2018 19:45 | Mexico                                                                          | 7–0 | Nicaragua | IMG Voetbalstadion, Bradenton Scheidsrechter: Henry Bejarano (CRC) |
| 2 november 2018 19:45 | Macías 2', 51' D. López 32', 44' C. Gutiérrez 70' Lozano 85' (pen.) Álvarez 86' |     |           | IMG Voetbalstadion, Bradenton Scheidsrechter: Henry Bejarano (CRC) |

|                       |           |     |         |                                                                        |
| 2 november 2018 20:45 | Jamaica   | 1–0 | Grenada | IMG Voetbalstadion, Bradenton Scheidsrechter: Trevester Richards (SKN) |
| 2 november 2018 20:45 | Topey 87' |     |         | IMG Voetbalstadion, Bradenton Scheidsrechter: Trevester Richards (SKN) |

|                       |           |     |               |                                                                                    |
| 2 november 2018 22:00 | Aruba     | 1–1 | Sint-Maarten  | IMG Voetbalstadion – veld #11, Bradenton Scheidsrechter: José Kellys Marquez (PAN) |
| 2 november 2018 22:00 | Croes 81' |     | Arrondell 26' | IMG Voetbalstadion – veld #11, Bradenton Scheidsrechter: José Kellys Marquez (PAN) |

|                       |         |                                       |       |                                                                                          |
| 4 november 2018 10:30 | Grenada | 0–3                                   | Aruba | IMG Voetbalstadion – veld #11, Bradenton Scheidsrechter: Fernando Morón Valdelamar (PAN) |
| 4 november 2018 10:30 |         | Maduro 1' Croes 6' Phillip 45' (e.d.) |       | IMG Voetbalstadion – veld #11, Bradenton Scheidsrechter: Fernando Morón Valdelamar (PAN) |

|                       |           |                                       |         |                                                                          |
| 4 november 2018 12:45 | Nicaragua | 0–3                                   | Jamaica | IMG Voetbalstadion – veld #2, Bradenton Scheidsrechter: John Pitti (PAN) |
| 4 november 2018 12:45 |           | Rochester 45+3' Topey 75' Daley 90+1' |         | IMG Voetbalstadion – veld #2, Bradenton Scheidsrechter: John Pitti (PAN) |

|                       |              |                                           |        |                                                                        |
| 4 november 2018 20:00 | Sint-Maarten | 0–4                                       | Mexico | IMG Voetbalstadion, Bradenton Scheidsrechter: Mario Escobar Toca (GUA) |
| 4 november 2018 20:00 |              | Sepúlveda 5', 25' Macías 20' E. López 46' |        | IMG Voetbalstadion, Bradenton Scheidsrechter: Mario Escobar Toca (GUA) |

|                       |                                              |     |                      |                                                                                    |
| 6 november 2018 15:00 | Grenada                                      | 5–2 | Sint-Maarten         | IMG Voetbalstadion – veld #11, Bradenton Scheidsrechter: Carly Shaw-MacLaren (CAN) |
| 6 november 2018 15:00 | Charles 21', 27' Stephen 30', 66' Pierre 87' |     | Freyer 1' Pagesy 56' | IMG Voetbalstadion – veld #11, Bradenton Scheidsrechter: Carly Shaw-MacLaren (CAN) |

|                       |              |     |                               |                                                                   |
| 6 november 2018 17:15 | Aruba        | 1–2 | Nicaragua                     | IMG Voetbalstadion, Bradenton Scheidsrechter: Edgar Ramírez (SLV) |
| 6 november 2018 17:15 | Maduro 90+2' |     | Jacobs 74' (e.d.) Caldera 79' | IMG Voetbalstadion, Bradenton Scheidsrechter: Edgar Ramírez (SLV) |

|                       |                                    |     |                        |                                                                     |
| 6 november 2018 20:00 | Mexico                             | 2–2 | Jamaica                | IMG Voetbalstadion, Bradenton Scheidsrechter: Hector Martínez (HON) |
| 6 november 2018 20:00 | Brown 21' (e.d.) Macías 66' (pen.) |     | Jibbison 61' Magee 71' | IMG Voetbalstadion, Bradenton Scheidsrechter: Hector Martínez (HON) |

|                       |                        |     |              |                                                                                   |
| 8 november 2018 15:00 | Nicaragua              | 2–0 | Sint-Maarten | IMG Voetbalstadion – veld #2, Bradenton Scheidsrechter: Patrick Senecharles (HAI) |
| 8 november 2018 15:00 | Acuña 48' Palacios 75' |     |              | IMG Voetbalstadion – veld #2, Bradenton Scheidsrechter: Patrick Senecharles (HAI) |

|                       |                                                                                 |     |           |                                                                    |
| 8 november 2018 19:45 | Jamaica                                                                         | 7–1 | Aruba     | IMG Voetbalstadion, Bradenton Scheidsrechter: Oliver Vergara (PAN) |
| 8 november 2018 19:45 | Topey 50' Rochester 52' (pen.), 64', 90+5' (pen.) Daley 70' McIntosh 84', 90+1' |     | Croes 66' | IMG Voetbalstadion, Bradenton Scheidsrechter: Oliver Vergara (PAN) |

|                       |         |                                                                                        |        |                                                                         |
| 8 november 2018 20:00 | Grenada | 0–8                                                                                    | Mexico | IMG Voetbalstadion, Bradenton Scheidsrechter: José Kellys Marquez (PAN) |
| 8 november 2018 20:00 |         | Orona 3' Macías 31', 71' E. López 38', 52' A. Gutiérrez 57' Hernández 73' D. López 89' |        | IMG Voetbalstadion, Bradenton Scheidsrechter: José Kellys Marquez (PAN) |

|                        |           |                          |         |                                                                                |
| 10 november 2018 15:00 | Nicaragua | 0–2                      | Grenada | IMG Voetbalstadion – veld #11, Bradenton Scheidsrechter: Danielle Chesky (USA) |
| 10 november 2018 15:00 |           | Charles 34' Braveboy 71' |         | IMG Voetbalstadion – veld #11, Bradenton Scheidsrechter: Danielle Chesky (USA) |

|                        |              |                                                                                            |         |                                                                              |
| 10 november 2018 15:00 | Sint-Maarten | 0–11                                                                                       | Jamaica | IMG Voetbalstadion – veld #2, Bradenton Scheidsrechter: Keylor Herrera (CRC) |
| 10 november 2018 15:00 |              | Topey 7' Jibbison 16', 27' Magee 17', 83' Daley 20', 29', 39', 53' McIntosh 72' Howell 88' |         | IMG Voetbalstadion – veld #2, Bradenton Scheidsrechter: Keylor Herrera (CRC) |

|                        | |      |       |                                                                     |
| 10 november 2018 16:00 | Mexico                                                                                             | 10–0 | Aruba | IMG Voetbalstadion, Bradenton Scheidsrechter: Gladwyn Johnson (GUY) |
| 10 november 2018 16:00 | Macías 11', 14', 42', 45' D. López 21', 27' Domínguez 50' Hernández 64' A. Gutiérrez 71' Orona 75' |      |       | IMG Voetbalstadion, Bradenton Scheidsrechter: Gladwyn Johnson (GUY) |

### Groep C
| Pos. | Land                   | GW | W | G | V | DV | DT | +/− | Ptn. |
| ---- | ---------------------- | -- | - | - | - | -- | -- | --- | ---- |
| 1    | Honduras               | 5  | 5 | 0 | 0 | 30 | 5  | +25 | 15   |
| 2    | Cuba                   | 5  | 4 | 0 | 1 | 19 | 5  | +14 | 12   |
| 3    | Dominicaanse Republiek | 5  | 3 | 0 | 2 | 23 | 10 | +13 | 9    |
| 4    | Antigua en Barbuda     | 5  | 2 | 0 | 3 | 10 | 11 | –1  | 6    |
| 5    | Belize                 | 5  | 1 | 0 | 4 | 5  | 19 | –14 | 3    |
| 6    | Sint Maarten           | 5  | 0 | 0 | 5 | 4  | 41 | –37 | 0    |

|                       |                                                                     |     |                       |                                                                             |
| 1 november 2018 10:30 | Cuba                                                                | 6–1 | Belize                | IMG Voetbalstadion – veld #2, Bradenton Scheidsrechter: Oshane Nation (JAM) |
| 1 november 2018 10:30 | Rodríguez 31', 90+3' Oviendo 33' Ibarra 42' G. Pérez 67' Romero 84' |     | Castillo 45+1' (pen.) | IMG Voetbalstadion – veld #2, Bradenton Scheidsrechter: Oshane Nation (JAM) |

|                       |                                                          |     |              |                                                                            |
| 1 november 2018 12:45 | Antigua en Barbuda                                       | 6–1 | Sint Maarten | IMG Voetbalstadion – veld #11,Bradenton Scheidsrechter: Kimbell Ward (SKN) |
| 1 november 2018 12:45 | Bramble 12' Hakeem 14', 30', 40' Benjamin 70' Greene 87' |     | Drijvers 17' | IMG Voetbalstadion – veld #11,Bradenton Scheidsrechter: Kimbell Ward (SKN) |

|                       |                                                                              |     |                        |                                                                   |
| 1 november 2018 19:15 | Honduras                                                                     | 7–1 | Dominicaanse Republiek | IMG Voetbalstadion, Bradenton Scheidsrechter: Iván Cisneros (SLV) |
| 1 november 2018 19:15 | Villafranca 8' Romero 15', 74' López 62' (pen.), 67' Palma 80' Guevara 90+3' |     | Vásquez 14'            | IMG Voetbalstadion, Bradenton Scheidsrechter: Iván Cisneros (SLV) |

|                       |                        |     |                              |                                                                               |
| 3 november 2018 10:30 | Dominicaanse Republiek | 1–2 | Cuba                         | IMG Voetbalstadion – veld #2, Bradenton Scheidsrechter: Gladwyn Johnson (GUY) |
| 3 november 2018 10:30 | Lavergne 79'           |     | Ibarra 8' Oviendo 60' (pen.) | IMG Voetbalstadion – veld #2, Bradenton Scheidsrechter: Gladwyn Johnson (GUY) |

|                       |        |            |                    |                                                                                    |
| 3 november 2018 12:45 | Belize | 0–1        | Antigua en Barbuda | IMG Voetbalstadion – veld #11, Bradenton Scheidsrechter: Pierre-Luc Lauzière (CAN) |
| 3 november 2018 12:45 |        | Greene 80' |                    | IMG Voetbalstadion – veld #11, Bradenton Scheidsrechter: Pierre-Luc Lauzière (CAN) |

|                       |              | |          |                                                                                   |
| 3 november 2018 12:45 | Sint Maarten | 0–12 | Honduras | IMG Voetbalstadion – veld #2, Bradenton Scheidsrechter: Edgar Rangel Araujo (MEX) |
| 3 november 2018 12:45 |              | Palma 6', 42' Mejía 18', 74' Cálix 22', 41', 62' Guevara 30' Villafranca 35' Rivas 71' Chávez 81' Santos 86' |          | IMG Voetbalstadion – veld #2, Bradenton Scheidsrechter: Edgar Rangel Araujo (MEX) |

|                       |                                       |     |                       |                                                                            |
| 5 november 2018 10:30 | Belize                                | 4–2 | Sint Maarten          | IMG Voetbalstadion – veld #11, Bradenton Scheidsrechter: Jose Torres (PUR) |
| 5 november 2018 10:30 | C. Gonzalez 3', 45' Chi 38' Cacho 49' |     | Zion 78' Drijvers 84' | IMG Voetbalstadion – veld #11, Bradenton Scheidsrechter: Jose Torres (PUR) |

|                       |                    |                             |                        |                                                                              |
| 5 november 2018 12:45 | Antigua en Barbuda | 0–3                         | Dominicaanse Republiek | IMG Voetbalstadion – veld #2, Bradenton Scheidsrechter: Oliver Vergara (PAN) |
| 5 november 2018 12:45 |                    | Lavergne 45', 55' López 86' |                        | IMG Voetbalstadion – veld #2, Bradenton Scheidsrechter: Oliver Vergara (PAN) |

|                       |                                 |     |             |                                                                             |
| 5 november 2018 19:45 | Honduras                        | 3–1 | Cuba        | IMG Voetbalstadion, Bradenton Scheidsrechter: Ismael Cornejo Meléndez (SLV) |
| 5 november 2018 19:45 | Cálix 31' Mejía 84' Palma 90+3' |     | Oviendo 28' | IMG Voetbalstadion, Bradenton Scheidsrechter: Ismael Cornejo Meléndez (SLV) |

|                       |                                                                                          |      |              |                                                                                 |
| 7 november 2018 12:45 | Dominicaanse Republiek                                                                   | 12–1 | Sint Maarten | IMG Voetbalstadion – veld #11, Bradenton Scheidsrechter: Daneon Parchment (JAM) |
| 7 november 2018 12:45 | Japa 2', 31', 40', 43', 45' Juanca 5', 36' Vásquez 33', 66', 85' Paredes 80' Ángeles 86' |      | Drijvers 87' | IMG Voetbalstadion – veld #11, Bradenton Scheidsrechter: Daneon Parchment (JAM) |

|                       |        |                                  |          |                                                                           |
| 7 november 2018 15:00 | Belize | 0–4                              | Honduras | IMG Voetbalstadion – veld #11, Bradenton Scheidsrechter: Reon Radix (GRN) |
| 7 november 2018 15:00 |        | Villafranca 72', 79', 90', 90+3' |          | IMG Voetbalstadion – veld #11, Bradenton Scheidsrechter: Reon Radix (GRN) |

|                       |                              |     |                    |                                                                              |
| 7 november 2018 17:30 | Cuba                         | 3–0 | Antigua en Barbuda | IMG Voetbalstadion, Bradenton Scheidsrechter: Adonai Escobedo Gonzalez (MEX) |
| 7 november 2018 17:30 | G. Pérez 23', 77' Flores 38' |     |                    | IMG Voetbalstadion, Bradenton Scheidsrechter: Adonai Escobedo Gonzalez (MEX) |

|                       |                                                                |     |        |                                                                                         |
| 9 november 2018 12:45 | Dominicaanse Republiek                                         | 6–0 | Belize | IMG Voetbalstadion – veld #11, Bradenton Scheidsrechter: Guillermo Pacheco Larios (MEX) |
| 9 november 2018 12:45 | Ángeles 9', 43' Japa 20' Vásquez 57' Lavergne 72' Juanca 90+1' |     |        | IMG Voetbalstadion – veld #11, Bradenton Scheidsrechter: Guillermo Pacheco Larios (MEX) |

|                       |              |                                                                                    |      |                                                                                       |
| 9 november 2018 12:45 | Sint Maarten | 0–7                                                                                | Cuba | IMG Voetbalstadion – veld #2, Bradenton Scheidsrechter: Bryan López Castellanos (GUA) |
| 9 november 2018 12:45 |              | G. Pérez 36', 72' Rodríguez 45+1' Flores 50' J. Pérez 76' Nodarse 79' O. Pérez 88' |      | IMG Voetbalstadion – veld #2, Bradenton Scheidsrechter: Bryan López Castellanos (GUA) |

|                       |                                             |     |                                 |                                                                              |
| 9 november 2018 19:45 | Honduras                                    | 4–3 | Antigua en Barbuda              | IMG Voetbalstadion, Bradenton Scheidsrechter: Fernando Hernández Gómez (MEX) |
| 9 november 2018 19:45 | Palma 21' Mejía 67' Álvarez 71' Guevara 89' |     | Hakeem 5' Isaac 16' Bramble 42' | IMG Voetbalstadion, Bradenton Scheidsrechter: Fernando Hernández Gómez (MEX) |

### Groep D
| Pos. | Land                 | GW | W | G | V | DV | DT | +/− | Ptn. |
| ---- | -------------------- | -- | - | - | - | -- | -- | --- | ---- |
| 1    | Panama               | 5  | 5 | 0 | 0 | 17 | 3  | +14 | 15   |
| 2    | Canada               | 5  | 3 | 0 | 2 | 10 | 6  | +4  | 9    |
| 3    | Guadeloupe           | 5  | 3 | 0 | 2 | 9  | 8  | +1  | 9    |
| 4    | Dominica             | 5  | 2 | 0 | 3 | 5  | 14 | –9  | 6    |
| 5    | Saint Kitts en Nevis | 5  | 1 | 0 | 4 | 7  | 10 | –3  | 3    |
| 6    | Martinique           | 5  | 1 | 0 | 4 | 4  | 11 | –7  | 3    |

|                       |                      |             |            |                                                                                        |
| 2 november 2018 12:45 | Saint Kitts en Nevis | 0–1         | Martinique | IMG Voetbalstadion – veld #11, Bradenton Scheidsrechter: Bryan López Castellanos (GUA) |
| 2 november 2018 12:45 |                      | Henriol 87' |            | IMG Voetbalstadion – veld #11, Bradenton Scheidsrechter: Bryan López Castellanos (GUA) |

|                       |                                          |     |            |                                                                   |
| 2 november 2018 17:45 | Panama                                   | 4–0 | Guadeloupe | IMG Voetbalstadion, Bradenton Scheidsrechter: Ismail Elfath (USA) |
| 2 november 2018 17:45 | S. Díaz 38', 88' M. Díaz 55' Orelien 90' |     |            | IMG Voetbalstadion, Bradenton Scheidsrechter: Ismail Elfath (USA) |

|                       |                                        |     |          |                                                                         |
| 2 november 2018 18:00 | Canada                                 | 4–0 | Dominica | IMG Voetbalstadion, Bradenton Scheidsrechter: Juan Calderón Pérez (CRC) |
| 2 november 2018 18:00 | Okello 24', 32' Hernández 81' Bair 83' |     |          | IMG Voetbalstadion, Bradenton Scheidsrechter: Juan Calderón Pérez (CRC) |

|                       |               |     |                       |                                                                              |
| 4 november 2018 10:30 | Guadeloupe    | 1–2 | Canada                | IMG Voetbalstadion – veld #2, Bradenton Scheidsrechter: Benbito Celima (HAI) |
| 4 november 2018 10:30 | Archimede 46' |     | Choinière 7' Reid 79' | IMG Voetbalstadion – veld #2, Bradenton Scheidsrechter: Benbito Celima (HAI) |

|                       |                              |     |                        |                                                                               |
| 4 november 2018 12:45 | Dominica                     | 3–2 | Saint Kitts en Nevis   | IMG Voetbalstadion – veld #11,Bradenton Scheidsrechter: Danielle Chesky (USA) |
| 4 november 2018 12:45 | Parillon 3', 66' Cuffy 45+4' |     | Shade 28' Nicholls 57' | IMG Voetbalstadion – veld #11,Bradenton Scheidsrechter: Danielle Chesky (USA) |

|                       |             |     |                                                              |                                                                         |
| 4 november 2018 19:45 | Martinique  | 1–5 | Panama                                                       | IMG Voetbalstadion, Bradenton Scheidsrechter: Patrick Senecharles (HAI) |
| 4 november 2018 19:45 | Henriol 89' |     | Michalet 1' (e.d.) Orelien 32', 37' Valanta 74' Kirton 90+4' | IMG Voetbalstadion, Bradenton Scheidsrechter: Patrick Senecharles (HAI) |

|                       |                   |     |             |                                                                                  |
| 6 november 2018 12:45 | Dominica          | 2–1 | Martinique  | IMG Voetbalstadion – veld #11, Bradenton Scheidsrechter: Randy Encarnacion (DOM) |
| 6 november 2018 12:45 | Parillon 50', 68' |     | Raphael 23' | IMG Voetbalstadion – veld #11, Bradenton Scheidsrechter: Randy Encarnacion (DOM) |

|                       |                       |     |                                |                                                                            |
| 6 november 2018 12:45 | Saint Kitts en Nevis  | 2–3 | Guadeloupe                     | IMG Voetbalstadion – veld #2, Bradenton Scheidsrechter: Malik Badawi (USA) |
| 6 november 2018 12:45 | Shade 5' Simmonds 81' |     | Bapaume 36' Archimede 38', 85' | IMG Voetbalstadion – veld #2, Bradenton Scheidsrechter: Malik Badawi (USA) |

|                       |                    |     |            |                                                                    |
| 6 november 2018 17:15 | Panama             | 2–1 | Canada     | IMG Voetbalstadion, Bradenton Scheidsrechter: Henry Bejarano (CRC) |
| 6 november 2018 17:15 | S. Díaz 45+2', 59' |     | Okello 55' | IMG Voetbalstadion, Bradenton Scheidsrechter: Henry Bejarano (CRC) |

|                       |                                  |     |            |                                                                                   |
| 8 november 2018 12:45 | Guadeloupe                       | 2–0 | Martinique | IMG Voetbalstadion – veld #2, Bradenton Scheidsrechter: Edgar Rangel Araujo (MEX) |
| 8 november 2018 12:45 | Archimede 6' Virginie-Jovial 81' |     |            | IMG Voetbalstadion – veld #2, Bradenton Scheidsrechter: Edgar Rangel Araujo (MEX) |

|                       |              |     |                      |                                                                                   |
| 8 november 2018 15:00 | Canada       | 1–2 | Saint Kitts en Nevis | IMG Voetbalstadion – veld #11, Bradenton Scheidsrechter: Mario Escobar Toca (GUA) |
| 8 november 2018 15:00 | Perruzza 72' |     | Martin 23' Shade 38' | IMG Voetbalstadion – veld #11, Bradenton Scheidsrechter: Mario Escobar Toca (GUA) |

|                       |          |                                               |        |                                                                      |
| 8 november 2018 17:30 | Dominica | 0–4                                           | Panama | IMG Voetbalstadion, Bradenton Scheidsrechter: Melvin Matamoros (HON) |
| 8 november 2018 17:30 |          | Valanta 18' (pen.), 75' McKenzie 60' West 64' |        | IMG Voetbalstadion, Bradenton Scheidsrechter: Melvin Matamoros (HON) |

|                        |                                   |     |          |                                                                              |
| 10 november 2018 12:45 | Guadeloupe                        | 3–0 | Dominica | IMG Voetbalstadion – veld #11, Bradenton Scheidsrechter: Nikolai Nyron (TRI) |
| 10 november 2018 12:45 | Laug 2' Archimede 14', 72' (pen.) |     |          | IMG Voetbalstadion – veld #11, Bradenton Scheidsrechter: Nikolai Nyron (TRI) |

|                        |                    |     |                      |                                                                            |
| 10 november 2018 12:45 | Martinique         | 1–2 | Canada               | IMG Voetbalstadion – veld #2, Bradenton Scheidsrechter: Malik Badawi (USA) |
| 10 november 2018 12:45 | Raphael 69' (pen.) |     | Yeates 8' Bayiha 15' | IMG Voetbalstadion – veld #2, Bradenton Scheidsrechter: Malik Badawi (USA) |

|                        |                          |     |                      |                                                                         |
| 10 november 2018 17:30 | Panama                   | 2–1 | Saint Kitts en Nevis | IMG Voetbalstadion, Bradenton Scheidsrechter: Juan Calderón Pérez (CRC) |
| 10 november 2018 17:30 | Valanta 82' McKenzie 84' |     | Martin 31'           | IMG Voetbalstadion, Bradenton Scheidsrechter: Juan Calderón Pérez (CRC) |

### Groep E
| Pos. | Land        | GW | W | G | V | DV | DT | +/− | Ptn. |
| ---- | ----------- | -- | - | - | - | -- | -- | --- | ---- |
| 1    | Costa Rica  | 4  | 4 | 0 | 0 | 14 | 0  | +14 | 12   |
| 2    | Haïti       | 4  | 3 | 0 | 1 | 9  | 1  | +8  | 9    |
| 3    | Saint Lucia | 4  | 2 | 0 | 2 | 3  | 8  | –5  | 6    |
| 4    | Barbados    | 4  | 0 | 1 | 3 | 1  | 8  | –7  | 1    |
| 5    | Bermuda     | 4  | 0 | 1 | 3 | 0  | 10 | –10 | 1    |

|                       |               |     |             |                                                                                        |
| 1 november 2018 10:30 | Haïti         | 1–0 | Saint Lucia | IMG Voetbalstadion – veld #11, Bradenton Scheidsrechter: Ismael Cornejo Meléndez (SLV) |
| 1 november 2018 10:30 | M. Pierre 26' |     |             | IMG Voetbalstadion – veld #11, Bradenton Scheidsrechter: Ismael Cornejo Meléndez (SLV) |

|                       |                                                      |     |         |                                                                      |
| 1 november 2018 17:30 | Costa Rica                                           | 5–0 | Bermuda | IMG Voetbalstadion, Bradenton Scheidsrechter: Marco Ortiz Nava (MEX) |
| 1 november 2018 17:30 | Araya 19', 39' Cortés 48' Gómez 71' Montenegro 90+1' |     |         | IMG Voetbalstadion, Bradenton Scheidsrechter: Marco Ortiz Nava (MEX) |

|                       |         |                                                      |       |                                                                                 |
| 3 november 2018 15:00 | Bermuda | 0–4                                                  | Haïti | IMG Voetbalstadion – veld #11, Bradenton Scheidsrechter: Melvin Matamoros (HON) |
| 3 november 2018 15:00 |         | Élysée 12', 43' Bissainthe 60' (pen.) Borgelin 90+1' |       | IMG Voetbalstadion – veld #11, Bradenton Scheidsrechter: Melvin Matamoros (HON) |

|                       |          |                            |            |                                                                    |
| 3 november 2018 19:45 | Barbados | 0–2                        | Costa Rica | IMG Voetbalstadion, Bradenton Scheidsrechter: Rubiel Vázquez (USA) |
| 3 november 2018 19:45 |          | Mesén 47' Araya 82' (pen.) |            | IMG Voetbalstadion, Bradenton Scheidsrechter: Rubiel Vázquez (USA) |

|                       |                             |     |             |                                                                              |
| 5 november 2018 12:45 | Saint Lucia                 | 2–1 | Barbados    | IMG Voetbalstadion – veld #11, Bradenton Scheidsrechter: Nikolai Nyron (TRI) |
| 5 november 2018 12:45 | Philip 14' Ribot 51' (pen.) |     | Francis 47' | IMG Voetbalstadion – veld #11, Bradenton Scheidsrechter: Nikolai Nyron (TRI) |

|                       |            |     |       |                                                                          |
| 5 november 2018 17:30 | Costa Rica | 1–0 | Haïti | IMG Voetbalstadion, Bradenton Scheidsrechter: Iván Barton Cisneros (SLV) |
| 5 november 2018 17:30 | Reyes 31'  |     |       | IMG Voetbalstadion, Bradenton Scheidsrechter: Iván Barton Cisneros (SLV) |

|                       |             |     |         |                                                                              |
| 7 november 2018 12:45 | Saint Lucia | 1–0 | Bermuda | IMG Voetbalstadion – veld #2, Bradenton Scheidsrechter: Rubiel Vázquez (USA) |
| 7 november 2018 12:45 | Richard 59' |     |         | IMG Voetbalstadion – veld #2, Bradenton Scheidsrechter: Rubiel Vázquez (USA) |

|                       |                                                      |     |          |                                                                              |
| 7 november 2018 17:30 | Haïti                                                | 4–0 | Barbados | IMG Voetbalstadion, Bradenton Scheidsrechter: Fernando Hernández Gómez (MEX) |
| 7 november 2018 17:30 | Bissainthe 39' (pen.), 45+1' D. Pierre 45' Damus 90' |     |          | IMG Voetbalstadion, Bradenton Scheidsrechter: Fernando Hernández Gómez (MEX) |

|                       |          |     |         |                                                                                      |
| 9 november 2018 10:30 | Barbados | 0–0 | Bermuda | IMG Voetbalstadion – veld #2, Bradenton Scheidsrechter: Selvin Brown Chavarria (HON) |
| 9 november 2018 10:30 |          |     |         | IMG Voetbalstadion – veld #2, Bradenton Scheidsrechter: Selvin Brown Chavarria (HON) |

|                       |             |                                                                   |            |                                                                     |
| 9 november 2018 17:30 | Saint Lucia | 0–6                                                               | Costa Rica | IMG Voetbalstadion, Bradenton Scheidsrechter: Hector Martínez (HON) |
| 9 november 2018 17:30 |             | Gamboa 45+1' Parkins 64' Abarca 77' Villegas 85', 89' Navarro 90' |            | IMG Voetbalstadion, Bradenton Scheidsrechter: Hector Martínez (HON) |

### Groep F
| Pos. | Land            | GW | W | G | V | DV | DT | +/− | Ptn. |
| ---- | --------------- | -- | - | - | - | -- | -- | --- | ---- |
| 1    | El Salvador     | 4  | 3 | 0 | 1 | 7  | 5  | +2  | 9    |
| 2    | Guatemala       | 4  | 2 | 1 | 1 | 10 | 5  | +5  | 7    |
| 3    | Curaçao         | 4  | 2 | 0 | 2 | 10 | 10 | 0   | 6    |
| 4    | Kaaimaneilanden | 4  | 1 | 1 | 2 | 8  | 11 | –3  | 4    |
| 5    | Guyana          | 4  | 1 | 0 | 3 | 7  | 11 | –4  | 3    |

|                       |                                                   |     |        |                                                                                        |
| 2 november 2018 10:30 | Guatemala                                         | 4–0 | Guyana | IMG Voetbalstadion – veld #2, Bradenton Scheidsrechter: Fernando Hernández Gómez (MEX) |
| 2 november 2018 10:30 | Barrientos 45' Ardon 53' Cifuentes 64' Santis 72' |     |        | IMG Voetbalstadion – veld #2, Bradenton Scheidsrechter: Fernando Hernández Gómez (MEX) |

|                       |                         |     |             |                                                                          |
| 2 november 2018 12:45 | El Salvador             | 2–1 | Curaçao     | IMG Voetbalstadion – veld #2, Bradenton Scheidsrechter: Reon Radix (GRN) |
| 2 november 2018 12:45 | Sánchez 61' Rosales 89' |     | Vrutaal 79' | IMG Voetbalstadion – veld #2, Bradenton Scheidsrechter: Reon Radix (GRN) |

|                       |                       |     |                                 |                                                                              |
| 4 november 2018 15:15 | Curaçao               | 1–3 | Guatemala                       | IMG Voetbalstadion, Bradenton Scheidsrechter: Guillermo Pacheco Larios (MEX) |
| 4 november 2018 15:15 | Alvarado 90+3' (e.d.) |     | Alvarado 6' Rivas 13' Mejía 57' | IMG Voetbalstadion, Bradenton Scheidsrechter: Guillermo Pacheco Larios (MEX) |

|                       |                 |     |                                         |                                                                      |
| 4 november 2018 17:30 | Kaaimaneilanden | 1–3 | El Salvador                             | IMG Voetbalstadion, Bradenton Scheidsrechter: Okeito Nicholson (JAM) |
| 4 november 2018 17:30 | Foster 56'      |     | Portillo 39' (pen.) Cruz 41' Clavel 51' | IMG Voetbalstadion, Bradenton Scheidsrechter: Okeito Nicholson (JAM) |

|                       |                       |     |                                            |                                                                           |
| 6 november 2018 10:30 | Guyana                | 2–3 | Kaaimaneilanden                            | IMG Voetbalstadion – veld #2, Bradenton Scheidsrechter: Filip Dujic (CAN) |
| 6 november 2018 10:30 | Benjamin 5' Macey 60' |     | Holness 45' (pen.) Foster 58' Campbell 67' | IMG Voetbalstadion – veld #2, Bradenton Scheidsrechter: Filip Dujic (CAN) |

|                       |                    |     |                |                                                                   |
| 6 november 2018 19:30 | El Salvador        | 2–1 | Guatemala      | IMG Voetbalstadion, Bradenton Scheidsrechter: Ismail Elfath (USA) |
| 6 november 2018 19:30 | Henríquez 33', 59' |     | Barrientos 13' | IMG Voetbalstadion, Bradenton Scheidsrechter: Ismail Elfath (USA) |

|                       |                              |     |                                                         |                                                                                 |
| 8 november 2018 12:45 | Guyana                       | 3–4 | Curaçao                                                 | IMG Voetbalstadion – veld #11, Bradenton Scheidsrechter: Marco Ortiz Nava (MEX) |
| 8 november 2018 12:45 | Benjamin 7' Britton 45', 58' |     | Fermina 10' Valpoort 27' Jackman 33' (e.d.) Vicario 56' | IMG Voetbalstadion – veld #11, Bradenton Scheidsrechter: Marco Ortiz Nava (MEX) |

|                       |                                  |     |                         |                                                                |
| 8 november 2018 17:30 | Guatemala                        | 2–2 | Kaaimaneilanden         | IMG Voetbalstadion, Bradenton Scheidsrechter: John Pitti (PAN) |
| 8 november 2018 17:30 | Barrientos 14' (pen.) Santis 33' |     | Parchmont 16' Duval 54' | IMG Voetbalstadion, Bradenton Scheidsrechter: John Pitti (PAN) |

|                        |                               |     |                                           |                                                                           |
| 10 november 2018 10:30 | Kaaimaneilanden               | 2–4 | Curaçao                                   | IMG Voetbalstadion – veld #2, Bradenton Scheidsrechter: Damien Rosa (FRA) |
| 10 november 2018 10:30 | Foster 26' Clarke-Ramirez 34' |     | Vandepitte 12', 36' Vicario 73' Rojer 79' | IMG Voetbalstadion – veld #2, Bradenton Scheidsrechter: Damien Rosa (FRA) |

|                        |                          |     |             |                                                                    |
| 10 november 2018 19:45 | Guyana                   | 2–0 | El Salvador | IMG Voetbalstadion, Bradenton Scheidsrechter: Benbito Celima (HAI) |
| 10 november 2018 19:45 | Benjamin 45' Garrett 63' |     |             | IMG Voetbalstadion, Bradenton Scheidsrechter: Benbito Celima (HAI) |

## Kwalificatiefase

### Groep G
| Pos. | Land             | GW | W | G | V | DV | DT | +/− | Ptn. |
| ---- | ---------------- | -- | - | - | - | -- | -- | --- | ---- |
| 1    | Verenigde Staten | 2  | 2 | 0 | 0 | 5  | 0  | +5  | 6    |
| 2    | Honduras         | 2  | 0 | 1 | 1 | 1  | 2  | –1  | 1    |
| 3    | Costa Rica       | 2  | 0 | 1 | 1 | 1  | 5  | –4  | 1    |

|                        |                 |     |            |                                                                             |
| 13 november 2018 18:30 | Honduras        | 1–1 | Costa Rica | IMG Voetbalstadion, Bradenton Scheidsrechter: Ismael Cornejo Meléndez (SLV) |
| 13 november 2018 18:30 | Villafranca 20' |     | Gómez 47'  | IMG Voetbalstadion, Bradenton Scheidsrechter: Ismael Cornejo Meléndez (SLV) |

|                        |                                              |     |            |                                                                                       |
| 16 november 2018 19:15 | Verenigde Staten                             | 4–0 | Costa Rica | IMG Voetbalstadion, Bradenton Toeschouwers: 1.450 Scheidsrechter: Oshane Nation (JAM) |
| 16 november 2018 19:15 | Méndez 15' Llanez 19' Torres 49' Akinola 76' |     |            | IMG Voetbalstadion, Bradenton Toeschouwers: 1.450 Scheidsrechter: Oshane Nation (JAM) |

|                        |          |             |                  |                                                                                                  |
| 19 november 2018 20:00 | Honduras | 0–1         | Verenigde Staten | IMG Voetbalstadion, Bradenton Toeschouwers: 2.100 Scheidsrechter: Fernando Hernández Gómez (MEX) |
| 19 november 2018 20:00 |          | Akinola 51' |                  | IMG Voetbalstadion, Bradenton Toeschouwers: 2.100 Scheidsrechter: Fernando Hernández Gómez (MEX) |

### Groep H
| Pos. | Land        | GW | W | G | V | DV | DT | +/− | Ptn. |
| ---- | ----------- | -- | - | - | - | -- | -- | --- | ---- |
| 1    | Mexico      | 2  | 1 | 1 | 0 | 3  | 2  | +1  | 4    |
| 2    | Panama      | 2  | 1 | 1 | 0 | 3  | 2  | +1  | 4    |
| 3    | El Salvador | 2  | 0 | 0 | 2 | 0  | 2  | –2  | 0    |

|                        |              |     |             |                                                                     |
| 13 november 2018 16:15 | Panama       | 1–0 | El Salvador | IMG Voetbalstadion, Bradenton Scheidsrechter: Hector Martínez (HON) |
| 13 november 2018 16:15 | McKenzie 74' |     |             | IMG Voetbalstadion, Bradenton Scheidsrechter: Hector Martínez (HON) |

|                        |              |     |             |                                                                         |
| 16 november 2018 17:00 | Mexico       | 1–0 | El Salvador | IMG Voetbalstadion, Bradenton Scheidsrechter: Juan Calderón Pérez (CRC) |
| 16 november 2018 17:00 | D. López 11' |     |             | IMG Voetbalstadion, Bradenton Scheidsrechter: Juan Calderón Pérez (CRC) |

|                        |                   |     |                                   |                                                                   |
| 19 november 2018 17:30 | Panama            | 2–2 | Mexico                            | IMG Voetbalstadion, Bradenton Scheidsrechter: Ismail Elfath (USA) |
| 19 november 2018 17:30 | Walker 34', 45+1' |     | D. López 53' (pen.) Hernández 61' | IMG Voetbalstadion, Bradenton Scheidsrechter: Ismail Elfath (USA) |

## Finale
|                        |                  |     |        |                                                                          |
| 21 november 2018 19:00 | Verenigde Staten | 2–0 | Mexico | IMG Voetbalstadion, Bradenton Scheidsrechter: Iván Barton Cisneros (SLV) |
| 21 november 2018 19:00 | Méndez 17', 50'  |     |        | IMG Voetbalstadion, Bradenton Scheidsrechter: Iván Barton Cisneros (SLV) |

1962 · 1964 · 1970 · 1973 · 1974 · 1976 · 1978 · 1980 · 1982 · 1984 · 1986 · 1988 · 1990 · 1992 · 1994 · 1996 · 1998 · 2001 · 2003 · 2005 · 2007 · 2009 · 2011 · 2013 · 2015 · 2017 · 2018 · 2022

Jeugdtoernooi CONCACAF mannen: onder 17 · onder 15

Jeugdtoernooi CONCACAF vrouwen: onder 20 · onder 17 · onder 15